# 山田豊彦 (実業家)
山田 豊彦（やまだ とよひこ、1945年11月14日 - ）は、日本の経営者。埼玉県出身。

## 経歴
1968年に慶應義塾大学経済学部を卒業し、同年に東急建設に入社。2000年6月に取締役を就任し、2002年6月に常務、を経て、2003年5月には社長に就任。2007年6月には特別顧問に就任。